# Сафлорит
Сафлорит (рос. саффлорит; англ. safflorite; нім. Safflorit) — мінерал, продукт випалення кобальтових руд. Назва — від нім. safflor — "продукт випалення кобальтових руд" (J.F.A.Breithaupt, 1834). Синоніми: кобальтльолінгіт, руда залізно-кобальтова, залізо-кобальтовий колчедан.

## Загальна характеристика
Хімічна формула: CoAs2. Містить (%): Co — 28,23; As — 71,77. Залізиста відміна сафлориту містить до 18 % FeO. Сингонія ромбічна. Кристали аналогічні арсенопіриту. Часто утворює зернисті, масивні та променисті аґреґати. Густина 7,0-7,3. Тв. 5,0.-5,5. Крихкий. Колір олов'яно-білий до свинцево-сірого. Риса сірувато-чорна. Блиск металічний. Непрозорий. Провідник електрики. Сильно анізотропний. Зустрічається в гідротермальних родовищах нікеле-кобальтової і срібло-нікеле-кобальтової формації. Належить до арсенідів природних. Рідкісний.

## Розповсюдження
Знахідки: Гессен, Саксонія (ФРН), Яхімов (Чехія), родов. Кобальт у пров. Онтаріо (Канада), Нордмаркене (Норвегія).

## Різновиди
Різновиди:
- сафлорит залізистий (різновид сафлориту, який містить до 18 % FeO).